# Jeff Bes
Jeff Bes (Kanada, Ontario, Tillsonburg, 1973. július 31. –) kanadai jégkorongozó és edző.

## Karrier
Komolyabb junior karrierjét az OHL-es Hamilton Dukesban kezdte 1990-ben majd 1991–1993 között a szintén OHL-es Guelph Stormban játszott. Az utolsó két szezonjában mind a kétszer 100+-os szezont ért el. Az 1992-es NHL-drafton a Minnesota North Stars választotta ki a harmadik kör 58. helyén. RÉszt vett az 1993-as U-20-as jégkorong-világbajnokságon a kanadai válogatottban és aranyérmet nyertek. Az NHL-ben sosem játszott. 1993-ban három mérkőzésen jégre lépett az IHL-es Kalamazoo Wingsben, amin négy pontot szerzett. 1993-ban két mérkőzésen játszhatott az ECHL-es Dayton Bombersben, amin két gólt ütött. 1993–1995 között a Kalamazoo Wingsben szerepelt. A következő szezonban az AHL-es Springfield Falconsban szerezte a pontokat. 1996–1997-ben átment Európába a finn ligába a SaiPa Lappeenranta csapatába. A következő szezont már újból Amerikában kezdte az IHL-es Chicago Wolvesban. Még ebben a szezonban átigazolt a Orlando Solar Bearsbe. 1998–1999-ben ismét visszament Európába szerencsét próbálni: először a német ligában a Kassel Huskiesban játszott majd a Olimpija Hertz Ljubljana csapatába került. Ezután 1999–2000-ben még játszott a finn Blues Espoo majd visszatért Amerikába az ECHL-es Jacksonville Lizard Kingsbe és az IHL-es Orlando Solar Bearsbe. 2000–2001-ben az ECHL-es Pensacola Ice Pilotsban és a Jackson Bandits játszott. 2001–2002-ben a Mississippi Sea Wolvesban, a Augusta Lynxben és a Greensboro Generalsban szerepelt. 2002–2003-ban ismét a Jackson Bandits játszott. 2003-ban az ECHL-es Laredo Bucksban szerződött. Legjobb idényében 117 pontot szerzett. 2011-ben vonult vissza és kezdett edzői pályafutást

## Edzői karrier
2006 és 2011 között a Central Hockey League-ben a Laredo Bucks volt egyszerre játékos és edző. Visszavonulása után azonnal edző lett a Southern Professional Hockey League-ben a Mississippi Surge és jelenleg is itt edző.

## Díjai
- U-20-as világbajnokság aranyérem: 1993
- Ray Miron President's Cup: 2004, 2006
- CHL All-Star Gála: 2006, 2008 ,2010
- CHL All-Star Gála MVP: 2010
- All-CHL Csapat: 2008
- CHL Most Valuable Player: 2004, 2008
- CHL Playoff Most Valuable Player: 2006
- Joe Burton-díj: 2004